# Focus Entertainment
Focus Entertainment (precedentemente Focus Home Interactive) è un editore e sviluppatore di videogiochi con sede a Parigi, Francia. Fondata nel 1996, Focus ha pubblicato e distribuito i titoli originali come Blood Bowl, Sherlock Holmes, TrackMania e Runaway e giochi di sport come il Cycling Manager e Virtual Skipper. Il 6 settembre 2021 Focus Home Interactive cambia denominazione in Focus Entertainment.

## Giochi
- Nel 2000
  - Sudden Strike (PC) : Distributore
- Nel 2001
  - 3D Games Creator (PC) : Traduttore
  - Anarchy Online (PC) : Distributore
  - Cycling Manager (PC) : Editore
  - Sudden Strike Forever (PC) : Editore
  - Cossacks: European Wars (PC) : Distributore
- Nel 2002
  - American Conquest (PC) : Distributore
  - Cossacks: Back to War (PC) : Distributore
  - Cycling Manager 2 (PC) : Editore
  - eJay Music Director (PC) : Distributore
  - Sharp Shooter (PC) : Editore
  - Virtual Skipper 2 (PC) : Editore
  - Nomads : Editore
- Nel 2003
  - Blitzkrieg (PC) : Distributore
  - Cycling Manager 3 (PC) : Editore/Distributore
  - Fire Department (PC) : Editore/Distributore
  - Neocron (PC) : Distributore
  - Runaway: A Road Adventure (PC) : Editore
  - Trackmania (PC) : Editore
  - Virtual Skipper 3 (PC) : Editore
- Nel 2004
  - Beyond Divinity (PC) : Editore
  - Chaos League (PC) : Editore
  - Codename: Panzers Phase One (PC) : Distributore
  - Cycling Manager 4 : Season 2004-2005 (PC) : Editore
  - Fire Department 2 (PC) : Distributore
  - Gang Land (PC) : Distributore
  - Medieval Lords (PC) : Distributore
  - Pro Rugby Manager 2004 (PC) : Editore
  - The Westerner (PC) : Editore
  - Trackmania: Power Up! (PC) : Editore
- Nel 2005
  - Bet on Soldier (PC) : Editore
  - Chaos League: Sudden Death (PC) : Editore
  - Cossacks II: Napoleonic Wars (PC) : Distributore
  - Freedom Force vs. The Third Reich (PC) : Editore
  - Pro Rugby Manager 2005 (PC) : Editore
  - Pro Cycling Manager (PC) : Editore
  - TrackMania: Speed Up! (PC) : Editore
  - TrackMania Sunrise (PC) : Editore
  - TrackMania Original (PC) : Editore
  - TrackMania Sunrise: eXtreme! (PC) : Editore
  - Virtual Skipper 4 (PC) : Editore
- Nel 2006
  - City Life (PC) : Distributore
  - FPS creator (PC) : Editore
  - Fire Department 3 (PC) : Editore
  - Heroes of Annihilated Empires (PC) : Distributore
  - Runaway 2: The Dream of The Turtle (PC, DS, Wii) : Editore
  - TrackMania Nations (PC) : Editore
  - TrackMania United (PC) : Editore
  - Call of Juarez (PC) : Editore
  - Loki: Heroes of Mythology (PC) : Editore
  - Pro Cycling Manager 2006 (PC): Editore
  - Silverfall (PC) : Distributore
- Nel 2007
  - City Life Edition 2008 (PC) : Editore
  - Jack Keane (PC) : Editore
  - Loki: Heroes of Mythology (PC) : Editore
  - Pro Cycling Manager 2007 (PC): Editore
  - Sherlock Holmes versus Arsène Lupin (PC) : Editore
- Nel 2008
  - A Vampyre Story (PC) : Editore
  - Avencast: Rise of the Mage (PC) : Editore
  - City Life (DS) : Editore
  - Dracula: Origin (PC) : Editore
  - Last King of Africa (DS) : Editore
  - Pro Cycling Manager 2008 (PC, PSP) : Editore
  - Sherlock Holmes: The Awakened (PC) : Editore
  - Silverfall: Earth Awakening (PC) : Editore
  - TrackMania DS (DS) : Editore
  - TrackMania Nations Forever (PC) : Editore
  - TrackMania United Forever (PC) : Editore
  - Virtual Skipper 5 (PC : Editore
- Nel 2009
  - Blood Bowl (PC, DS, Xbox 360, PSP) : Editore
  - Dungeon Raiders (DS) : Editore[1]
  - Runaway 3: A Twist of Fate (PC, DS)
  - Sherlock Holmes versus Jack the Ripper (PC, Xbox 360, DS) : Editore
  - Pro Cycling Manager 2009 (PC, PSP) : Editore
  - Ceville (PC) : Editore
  - Cities XL (PC) : Distributore
  - TrackMania United (PC) : Editore
- Nel 2010
  - Cities XL 2011
  - Trackmania Wii
  - Trackmania Turbo DS
- Nel 2011
  - A Game of Thrones - Genesis
- Nel 2012
  - Blood Bowl: Chaos Edition
  - Confrontation
  - Farming Simulator 2013
  - Game of Thrones
  - Pro Cycling Manager 2012
  - Super Knights
  - Il testamento di Sherlock Holmes
  - Wargame: European Escalation
  - New York Crimes (Yesterday)
- Nel 2013
  - Contrast
  - Final Exam
  - Magrunner: Dark Pulse
  - Mars: War Logs
  - Pro Cycling Manager 2013
  - Wargame: AirLand Battle
- Nel 2017
  - Spintires: MudRunner (editore)
- Nel 2020
  - Shady Part of Me
  - SnowRunner (editore)
- Nel 2021
  - Hood: Outlaws & Legends (editore)
- Nel 2022
  - Evil West (editore)
- Nel 2023
  - Atomic Heart (editore)